# العلاقات البريطانية الهايتية
العلاقات البريطانية الهايتية هي العلاقات الثنائية التي تجمع بين المملكة المتحدة وهايتي.

## مقارنة بين البلدين
هذه مقارنة عامة ومرجعية للدولتين:
| وجه المقارنة                                              | المملكة المتحدة                 | هايتي                                |
| --------------------------------------------------------- | ------------------------------- | ------------------------------------ |
| المساحة (كم2)                                             | 242.50 ألف                      | 27.75 ألف                            |
| عدد السكان (نسمة)                                         | 66.02 مليون                     | 10.98 مليون                          |
| الكثافة السكانية (ن./كم²)                                 | 272.25                          | 395.68                               |
| العاصمة                                                   | لندن                            | بورت أو برانس                        |
| اللغة الرسمية                                             | لغة إنجليزية، اللغة الويلزية    | لغة فرنسية، اللغة الكريولية الهايتية |
| العملة                                                    | جنيه إسترليني                   | جوردة هايتية                         |
| الناتج المحلي الإجمالي (بليون دولار)                      | 2.62 تريليون                    | 8.41 مليار                           |
| الناتج المحلي الإجمالي (تعادل القوة الشرائية) بليون دولار | 2.72 تريليون                    | 18.82 مليار                          |
| الناتج المحلي الإجمالي الاسمي للفرد دولار أمريكي          | 43.88 ألف                       | 818                                  |
| الناتج المحلي الإجمالي للفرد دولار أمريكي                 | 40.23 ألف                       | 1.73 ألف                             |
| مؤشر التنمية البشرية                                      | 0.907                           | 0.483                                |
| رمز المكالمات الدولي                                      | +44                             | +509                                 |
| رمز الإنترنت                                              | .uk، .gb                        | .ht                                  |
| المنطقة الزمنية                                           | توقيت غرينيتش، توقيت غرب أوروبا | 00                                   |

## منظمات دولية مشتركة
يشترك البلدان في عضوية مجموعة من المنظمات الدولية، منها:
| علم المنظمة | اسم المنظمة                               | تاريخ انضمام المملكة المتحدة | تاريخ انضمام هايتي |
| ----------- | ----------------------------------------- | ---------------------------- | ------------------ |
|             | منظمة التجارة العالمية                    | 1995                         | ?                  |
|             | الاتحاد الدولي للاتصالات                  | 24 فبراير 1871               | 10 أكتوبر 1927     |
|             | بنك التنمية الكاريبي ‏                     | ?                            | ?                  |
|             | المركز الدولي لتسوية المنازعات الاستشارية | 18 يناير 1967                | 26 نوفمبر 2009     |
|             | مؤسسة التنمية الدولية                     | 24 سبتمبر 1960               | 13 يونيو 1961      |
|             | منظمة حظر الأسلحة الكيميائية              | ?                            | ?                  |
|             | يونسكو                                    | 4 نوفمبر 1946                | 18 نوفمبر 1946     |
|             | الأمم المتحدة                             | 24 أكتوبر 1945               | 24 أكتوبر 1945     |
|             | وكالة ضمان الاستثمار متعدد الأطراف        | 12 أبريل 1988                | 11 ديسمبر 1996     |
|             | البنك الدولي للإنشاء والتعمير             | 27 ديسمبر 1945               | 8 سبتمبر 1953      |
|             | الاتحاد البريدي العالمي                   | ?                            | ?                  |
|             | مؤسسة التمويل الدولية                     | 20 يوليو 1956                | 20 يوليو 1956      |
|             | منظمة الشرطة الجنائية الدولية             | ?                            | ?                  |

## وصلات خارجية
- موقع وزارة الخارجية البريطانية
- موقع وزارة الخارجية الهايتية